# Uuno Sirelius

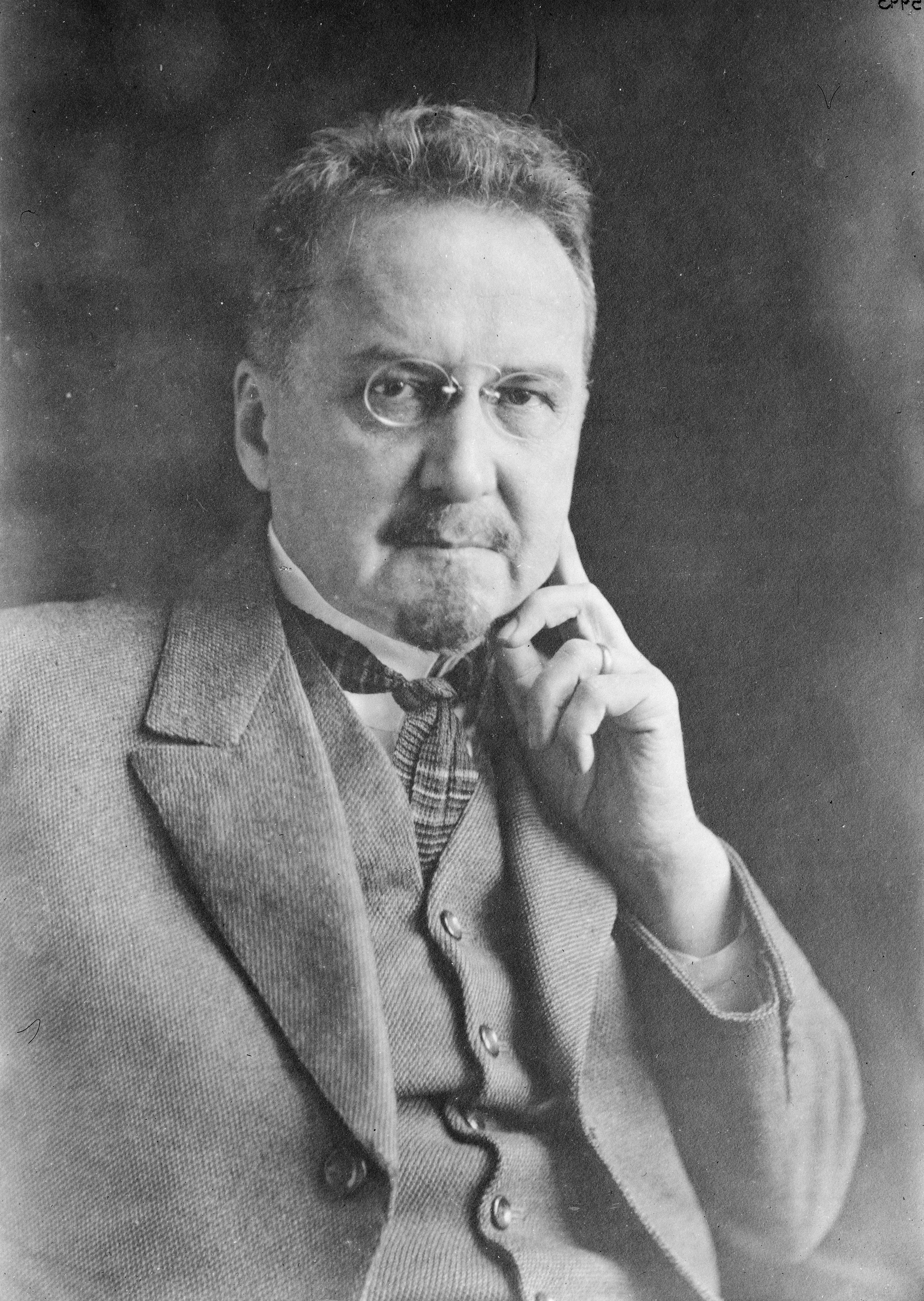
U. T. Sirelius i början 1920-talet.

Uuno Taavi Sirelius, född 5 maj 1872 i Jäskis, Karelen, död 24 augusti 1929 i Helsingfors, var en finländsk etnograf. Han studerade främst materiell kultur i Finland, Vitahavskarelen och bland finsk-ugriska folk i Rysslands inland. Han anses ha höjt disciplinen till modern vetenskaplig nivå. Han var far till Aune Sihvo och farbror till sångaren Lauri Sirelius.
Prästsonen Sirelius blev student i Viborg 1891, filosofie kandidat 1895, filosofie magister 1897, filosofie licentiat och docent i finsk-ugrisk etnografi 1906 samt filosofie doktor 1907. Han blev 1917 intendent vid Finlands nationalmuseum, där han tjänstgjort sedan 1894, och 1920 chef för dess etnografiska avdelning samt 1921, med bibehållande av denna tjänst, professor i finsk-ugrisk etnografi vid Helsingfors universitet. 
Sirelius skrev om chanters och mansers begravningssätt, näver- och läderprydnader samt handarbeten, utgav vidare Über die Sperrfischerei bei den finnisch-ugrischen Völkern (akademisk avhandling, 1906), Über die primitiven Wohnungen der finnischen und Ob-ugrischen Völker (i "Finnisch-ugrische Forschungen"; 1906–11), Suomalaisten kalastus (Finnarnas fiske; i Finska litteratursällskapets "Skrifter", 1906–08), Suomen kansanpukujen historia (Finlands folkdräkters historia, i Finsk-ugriska sällskapets "Journal", 1915), bildarbetet Suomen kansallispukuja (Finlands nationaldräkter, 1921–22), Suomen kansanomaista kulttuuria I–II (Finlands folkliga kultur, 1919, 1921) och Suomen ryijyt (Finlands ryor, 1924).